# Джон Стюарт, граф Мар (1479—1503)
Джон Стюарт (англ. John Stewart; декабрь 1479, Данфермлинский дворец, Файф, Королевство Шотландия — 11 марта 1503) — младший сын короля Шотландии Якова III, граф Мар с 1486 года.

## Биография
Джон Стюарт был четвёртым и последним ребёнком и третьим сыном шотландского короля Якова III и его жены Маргариты Датской. Он родился в Данфермлинском дворце в Файфе в декабре 1479 года. 2 марта 1486 года отец даровал ему титул графа Мар. О дальнейшей жизни Джона мало что известно. Он умер 11 марта 1503 года, не успев вступить в брак и оставить потомство.